# Soudan du Sud aux Jeux olympiques d'été de 2024
Le Soudan du Sud participe aux Jeux olympiques de 2024 à Paris en France. Il s'agit de sa 3e participation à des Jeux d'été.
Le joueur de basket-ball Kuany Kuany (en) et l'athlète Lucia Moris (en) sont les porte-drapeaux de la délégation sud-soudanaise.

## Nombre d’athlètes qualifiés par sport
Voici la liste des qualifiés et sélectionnés sud-soudanais par sport (remplaçants compris) :
| Sport       | Hommes | Femmes | Total |
| ----------- | ------ | ------ | ----- |
| Athlétisme  | 1      | 1      | 2     |
| Basket-ball | 12     | 0      | 12    |
| Total       | 13     | 1      | 14    |

## Résultats

### Athlétisme
| Athlètes          | Épreuve        | Premier tour (ou tour préliminaire) | Premier tour (ou tour préliminaire) | Repêchage (ou premier tour) | Repêchage (ou premier tour) | Demi-finales | Demi-finales | Finale    | Finale    |
| Athlètes          | Épreuve        | Temps                               | Rang                                | Temps                       | Rang                        | Temps        | Rang         | Temps     | Rang      |
| ----------------- | -------------- | ----------------------------------- | ----------------------------------- | --------------------------- | --------------------------- | ------------ | ------------ | --------- | --------- |
| Abraham Guem (en) | 800 m masculin | 1 min 48 s 74                       | 9e                                  | 1 min 49 s 45               | 8e                          | Éliminée     | Éliminée     | Éliminée  | Éliminée  |
| Lucia Moris (en)  | 100 m féminin  | DNF                                 | DNF                                 | Éliminéee                   | Éliminéee                   | Éliminéee    | Éliminéee    | Éliminéee | Éliminéee |

### Basket-ball
Pour la première fois de l'histoire, l'équipe masculine de basket-ball du Soudan du Sud, la plus jeune nation de basket-ball mondiale, s'est qualifiée pour Paris, lors de la Coupe du monde de basket-ball FIBA 2023 par son classement le plus élevé de la zone africaine.
| Épreuve          | Phase de groupe           | Phase de groupe           | Phase de groupe      | Phase de groupe | Quart de finale  | Demi-finale      | Finale / MB      | Rang |
| Épreuve          | Adversaire Score          | Adversaire Score          | Adversaire Score     | Rang            | Adversaire Score | Adversaire Score | Adversaire Score | Rang |
| ---------------- | ------------------------- | ------------------------- | -------------------- | --------------- | ---------------- | ---------------- | ---------------- | ---- |
| Tournoi masculin | Porto Rico Victoire 90-79 | États-Unis Défaite 86-103 | Serbie Défaite 85-96 | 3e              | Éliminés         | Éliminés         | Éliminés         | 9e   |